# NGC 1381
NGC 1381 (również PGC 13321) – galaktyka soczewkowata (S0), znajdująca się w gwiazdozbiorze Pieca w odległości około 71 milionów lat świetlnych od Ziemi. Została odkryta 19 stycznia 1865 roku przez Johanna Schmidta. Galaktyka ta należy do Gromady w Piecu.